# Livada, Buzău
Livada (în trecut, Putreda Mare) este un sat în comuna Grebănu din județul Buzău, Muntenia, România. Se află în zona Subcarpaților de Curbură, în nordul județului, aproape de Râmnicu Sărat.
La sfârșitul secolului al XIX-lea, satul purta denumirea de Putreda Mare și era reședința comunei Putreda, cu 1022 de locuitori, aflată în plasa Râmnicu de Sus a Județul Râmnicu Sărat. În comuna Putreda funcționau o școală mixtă cu 64 de elevi și două biserici, dintre care una de lemn datând din 1794, construită de Ioan Peticanu, și una datând din 1892. În 1925, comuna făcea parte din plasa Orașul a aceluiași județ și era formată doar din satul Putreda, cu o populație de 910 locuitori. În 1931, s-a revenit la alcătuirea din satele Putreda Mică și Putreda Mare. În 1950, ea a trecut la raionul Râmnicu Sărat al regiunii Buzău și apoi (după 1952) al regiunii Ploiești. În 1964, numele satului și al comunei a cărei reședință era a fost schimbat în Livada, iar cel al satului Putreda Mică — în Livada Mică. Comuna a fost trecută în 1968 la județul Buzău, dar a fost imediat desființată și inclusă cu ambele ei sate în comuna Grebănu.